# Key Center
Key Center – jednostka osadnicza w Stanach Zjednoczonych, w stanie Waszyngton, w hrabstwie Pierce.